# ラハティ駅
座標: 北緯60度58分37秒 東経025度39分27秒 / 北緯60.97694度 東経25.65750度
ラハティ駅（フィンランド語: Lahden rautatieasema、スウェーデン語: Lahtis järnvägsstation）はフィンランドのパイヤト＝ハメ県ラハティにあるフィンランド国鉄の鉄道駅である。

## 概要

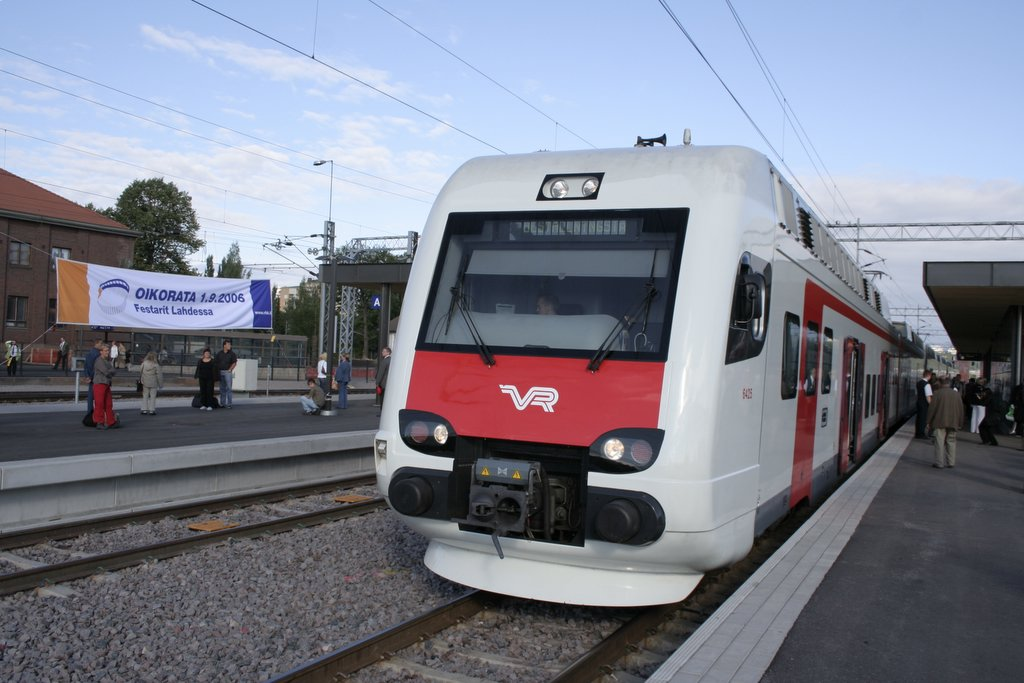
ケラヴァ方面に向かう列車

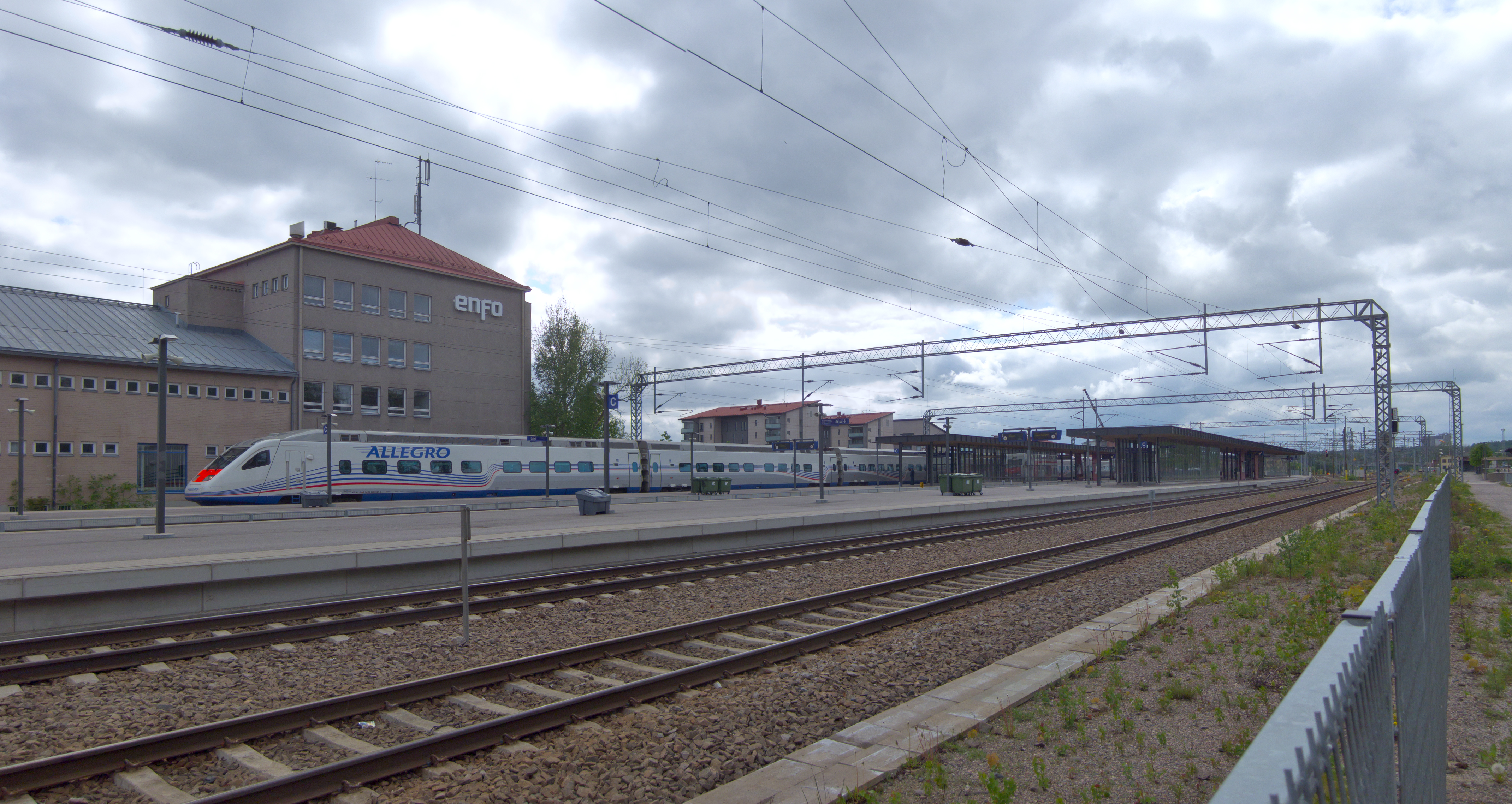
サンクトペテルブルク方面へ向かうアレグロ

1869年にリーヒマキ・サンクトペテルブルク鉄道の駅として開業した。ヘルシンキ中央駅からの距離は102.0kmであり、ヘルシンキ近郊列車の終点駅でもある。駅舎は1935年に建設された。世界恐慌の影響もあり3階建ての計画が2階建てに変更されるなど、計画より小規模な駅舎として建設することを余儀なくされた。
2006年にはケラヴァとラハティを直結する新線（fi:Lahden oikorata）が開業し、ロシア方面への長距離列車は新線経由となった。新線開業に合わせて駅舎のリニューアル工事も行われた。現在のリーヒマキ - ラハティ間は普通列車と貨物列車のみが運行されている。

## 隣の駅
リーヒマキ・サンクトペテルブルク鉄道（リーヒマキ・ラハティ線）
ヘッララ駅 - ラハティ駅
リーヒマキ・サンクトペテルブルク鉄道（ラハティ・コウヴォラ線）
ラハティ駅 - コラヴァ駅
ケラヴァ・ラハティ線（高速新線、ヘルシンキ近郊列車Z系統）
マンツァラ駅 - ラハティ駅